# Élection présidentielle sénégalaise de 1983
L'élection présidentielle sénégalaise de 1983 a lieu le 27 février 1983, le même jour que les élections législatives. Le président sortant Abdou Diouf l'emporte avec plus de 83 % des suffrages, pour un taux de participation de 56,7 %, très légèrement supérieur à celui des législatives (56,2 %).

## Contexte
Devenu Président de la république le 1er janvier 1981, à la suite de la démission de Senghor, Abdou Diouf se porte candidat pour renouveler son mandat.
Au total, cinq dirigeants de formations politiques s'affrontent.

## Résultats
| Candidat                  | Candidat                  | Parti                     | Voix      | %     |  |
| ------------------------- | ------------------------- | ------------------------- | --------- | ----- |  |
|                           | Abdou Diouf               | PS                        | 908 879   | 83,45 |  |
|                           | Abdoulaye Wade            | PDS                       | 161 067   | 14,79 |  |
|                           | Mamadou Dia               | MDP                       | 15 150    | 1,39  |  |
|                           | Oumar Wone                | PPS                       | 2 146     | 0,20  |  |
|                           | Majhemout Diop            | PAI                       | 1 833     | 0,17  |  |
|                           |                           |                           |           |       |  |
| Votes valides             | Votes valides             | Votes valides             | 1 089 075 | 99,62 |  |
| Votes blancs et invalides | Votes blancs et invalides | Votes blancs et invalides | 4 169     | 0,38  |  |
| Total                     | Total                     | Total                     | 1 093 244 | 100   |  |
| Abstention                | Abstention                | Abstention                | 835 013   | 43,30 |  |
| Inscrits/Participation    | Inscrits/Participation    | Inscrits/Participation    | 1 928 257 | 56,70 |  |